# Pageas
Pageas (tiếng Occitan: Pajas) là một xã của tỉnh Haute-Vienne, thuộc vùng Nouvelle-Aquitaine, miền trung nước Pháp.